# Висок мінералогічний
Висок мінералогічний (рос. отвес минералогический, англ. mineralogical plumb) – мінералогічна ознака, що дає можливість визначати вертикальний напрям, який існував у момент росту кристалів мінералів.